# 완두 다 코스타 시우바
반도 다 코스타 시우바(Wando da Costa Silva, 1980년 8월 5일 ~ )는 흔히 반도로도 불리는 브라질의 축구 선수이다.